# Mezőberény
Mezőberény je mesto na Madžarskem, ki upravno spada pod podregijo Békési Županije Békés.